# Musée Eburomagus - Maison de l'archéologie de Bram
Eburomagus ou Maison de l'archéologie de Bram est un musée situé sur la commune de Bram dans le département de l'Aude.

## Le musée
Fondé en 2006, le musée Eburomagus - Maison de l'archéologie rassemble des partenaires pour une action culturelle et scientifique permanente sur la commune autour de la recherche archéologique, de la conservation du patrimoine régional, de sa mise en valeur et de sa restitution au public que ce soit par des expositions ou des animations. Il abrite le siège du « Laboratoire d'archéologie du Lauragais » et est labellisé Musée de France,,,,,,,,.

## Expositions

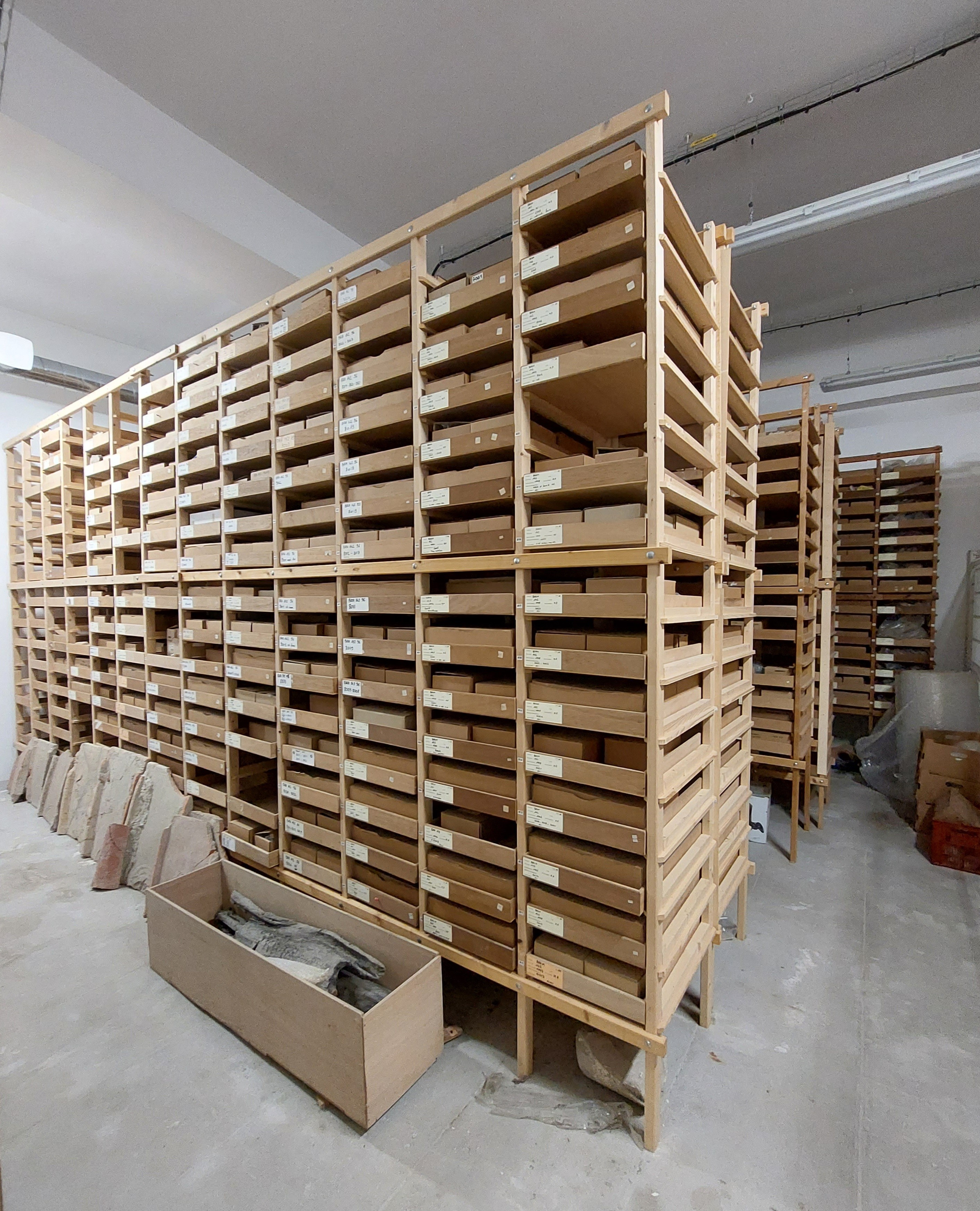
Une partie du dépôt situé au musée Eburomagus de Bram

Avec plus de 800 pièces archéologiques présentées dont un quart sont restaurées, l’exposition permanente retrace en six thèmes l’histoire de Bram, l’ouest audois et le Lauragais, depuis la Préhistoire jusqu’à la fin du Moyen Âge :
- Préhistoire et protohistoire
- Le vicus de Bram
- Les ateliers de potiers à Bram et en Lauragais
- Les pratiques funéraires de la période gallo-romaine au début du Moyen Âge
- Espace rural et agriculture à la période gallo-romaine
- Le village circulaire médiéval
- La voie d’Aquitaine
- La restauration des collections

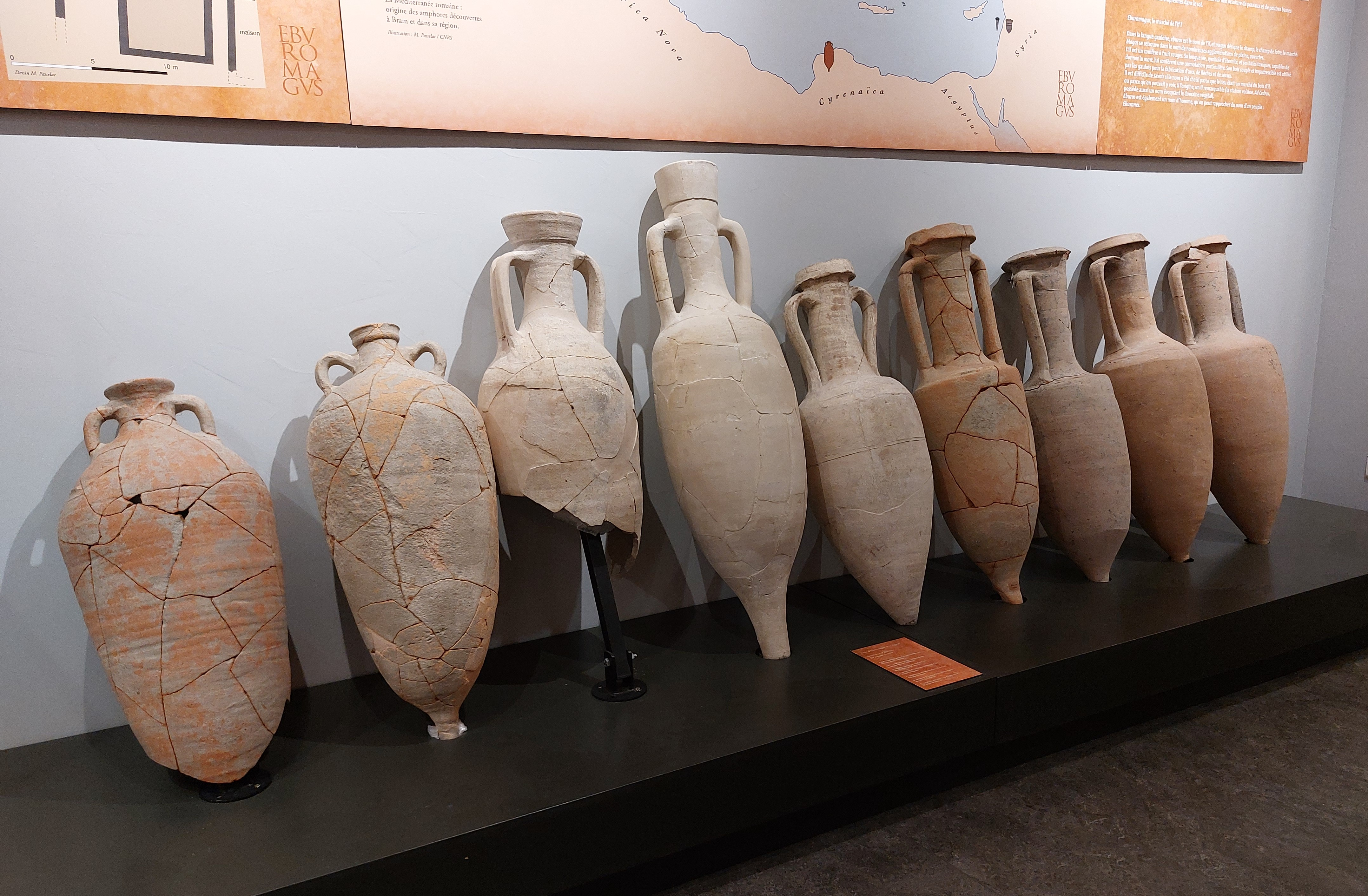
Un musée « Hors les murs » a été créé en 2019 pour guider les visiteurs in situ vers les principaux points de découvertes archéologiques des cinquante dernières années. Il est constitué de onze panneaux explicatifs[11].   - Collection d'amphores.
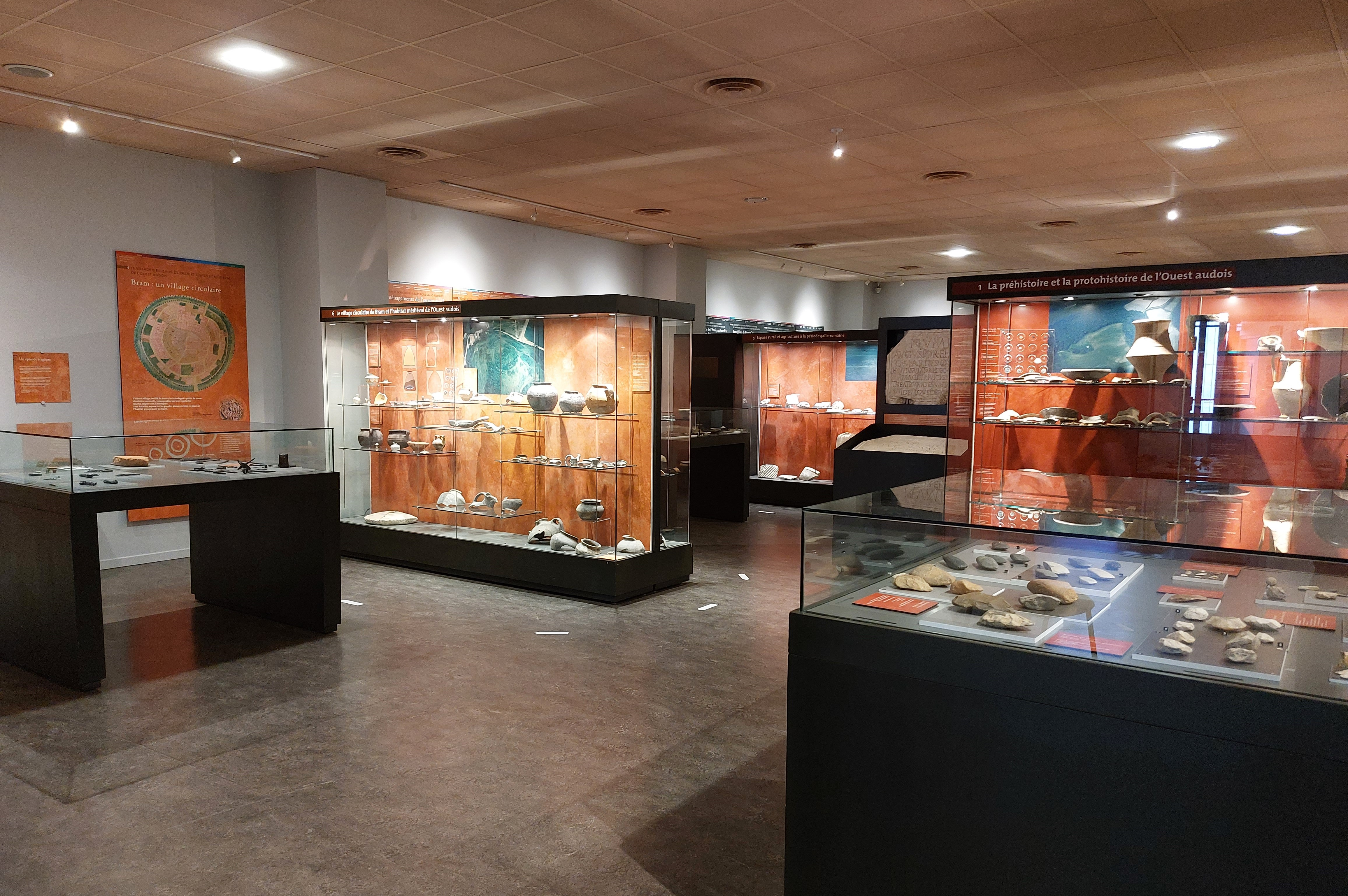
Une des salles d'exposition du musée.
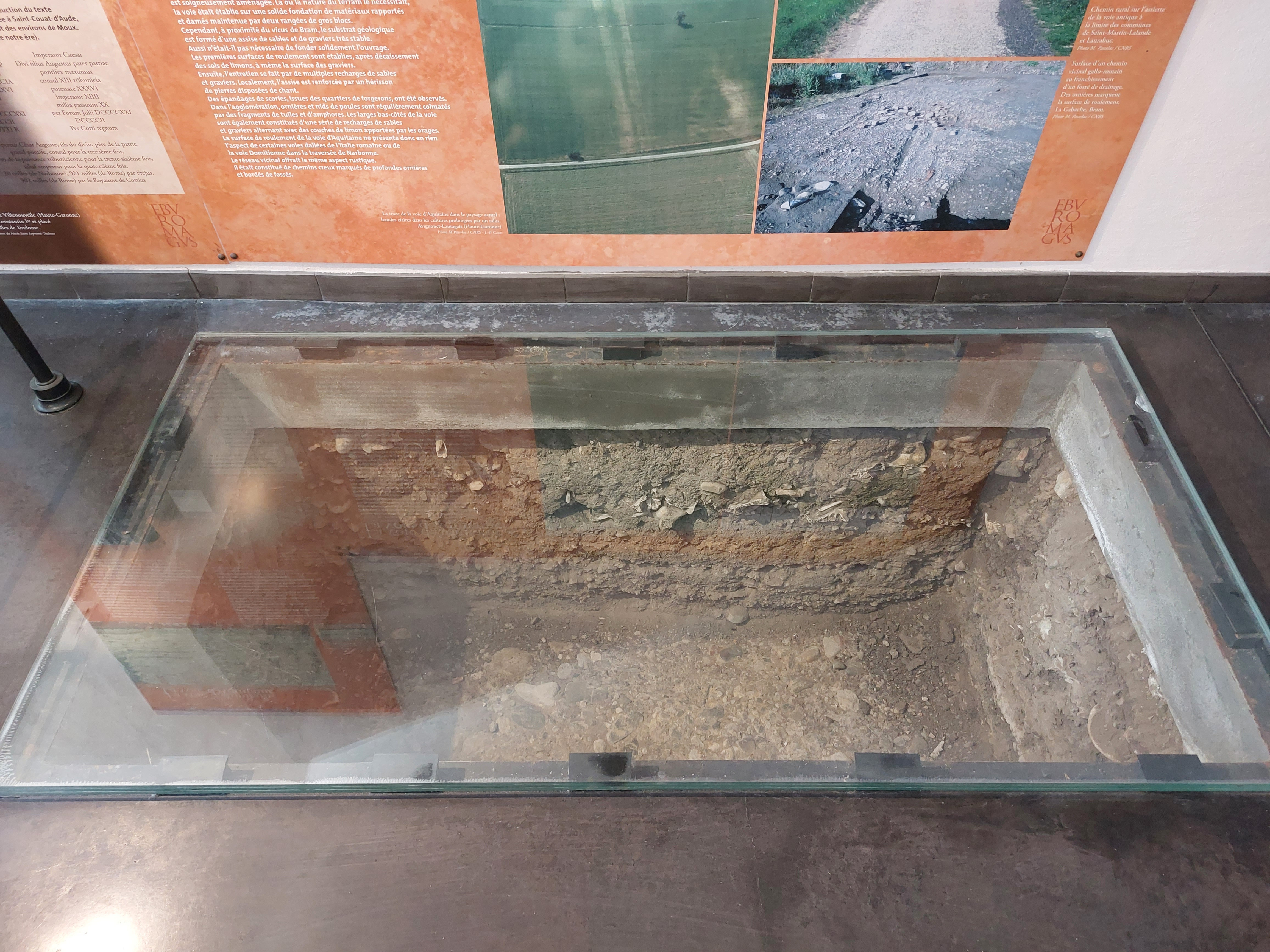
Fragment de la via Aquitania, visible dans le musée.
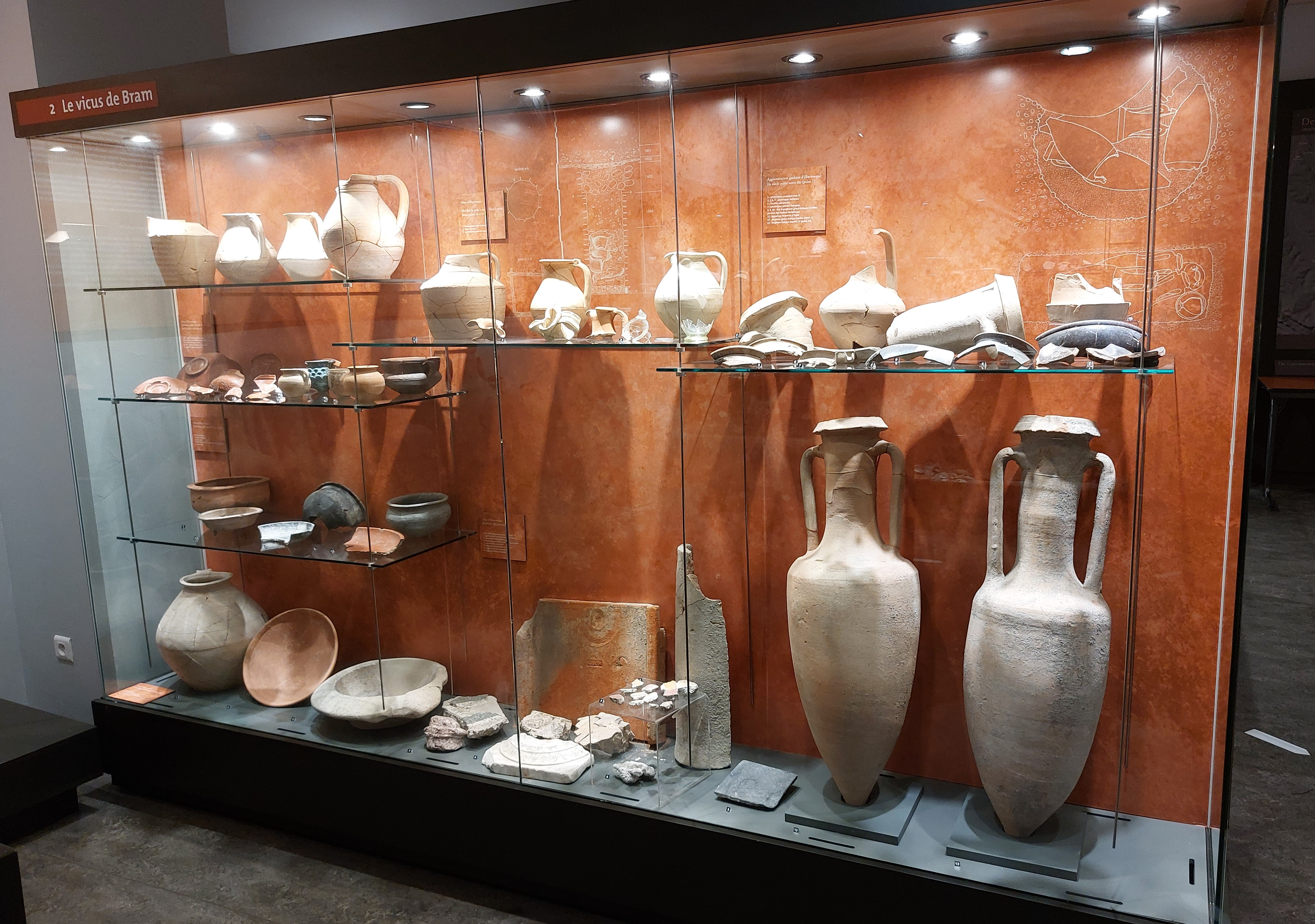
Vitrine consacrée au vicus Eburomagus.
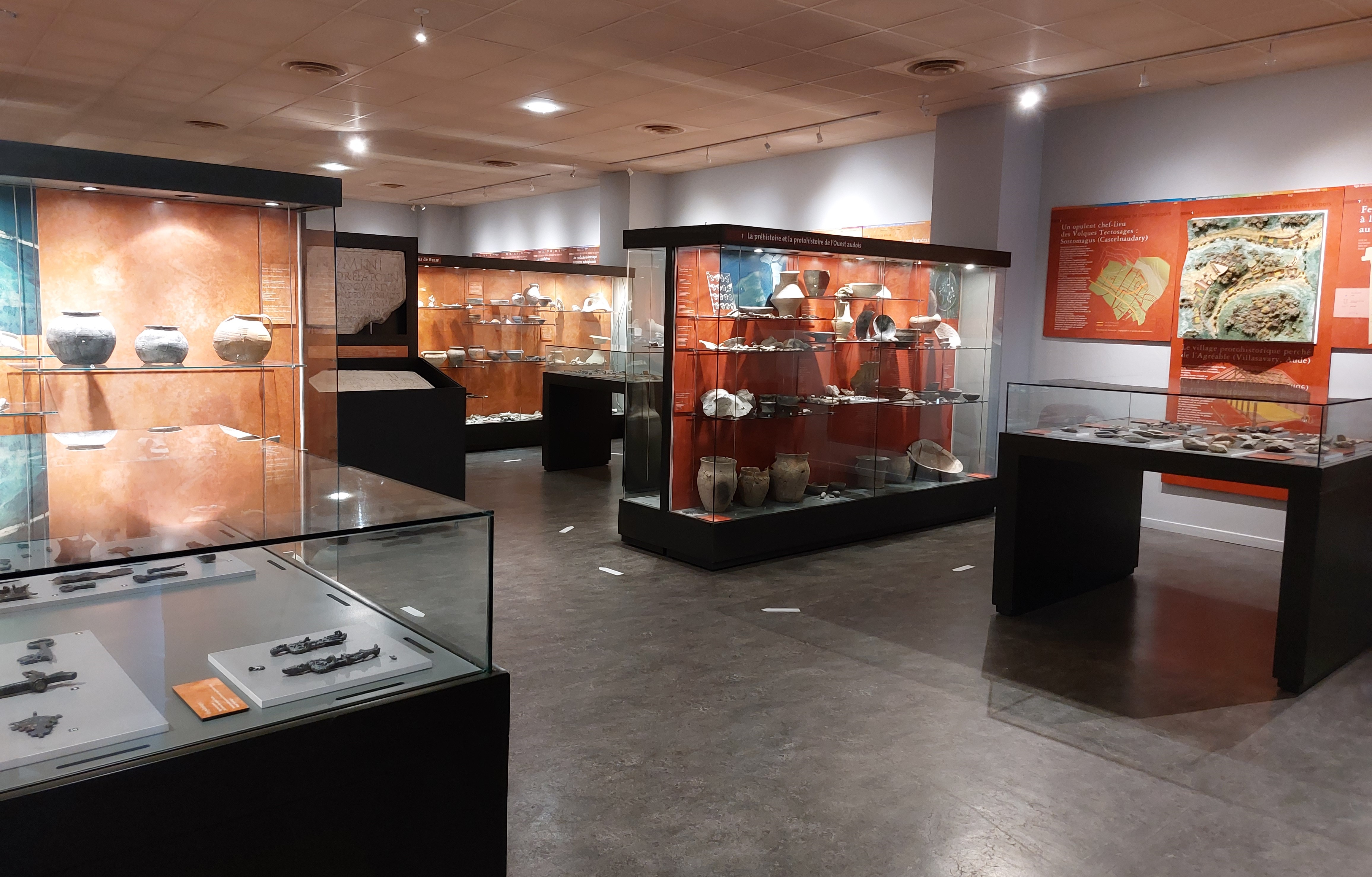
Musée Eburomagus
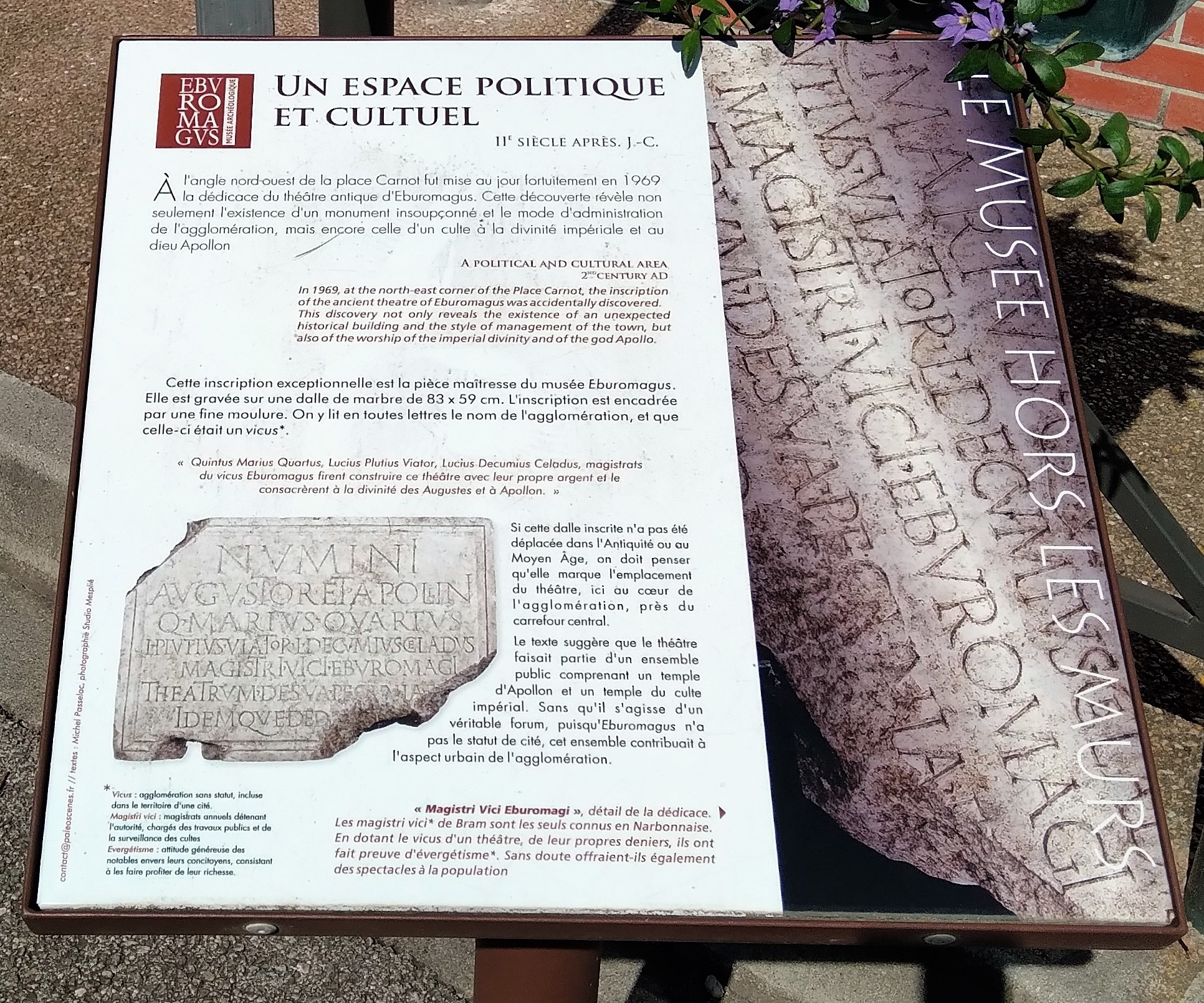
Un des panneaux du musée archéologique hors les murs.
  - Une des salles d'exposition du musée.
  - Fragment de la via Aquitania, visible dans le musée.
  - Vitrine consacrée au vicus Eburomagus.
  - Musée Eburomagus
  - Un des panneaux du musée archéologique hors les murs.